# The Best! ~Updated 모닝구무스메~
The Best! ~Updated 모닝구무스메~(The Best! ～Updated モーニング娘。～)는 2013년 9월 25일에 발매되는 모닝구무스메의 다섯 번째 베스트 앨범이다.

## 개요
- 2009년 10월 7일에 발매된 네 번째 베스트 앨범이자, 커플링 곡 베스트 앨범인 "모닝구무스메 전 싱글 커플링 컬렉션"에 4년 만에 발매되는 베스트 앨범이다.

## 수록곡
1. LOVEマシーン(updated) 
작사, 작곡 : 층쿠 / 편곡 : 댄스☆맨
2. I WISH(updated) 
작사, 작곡 : 층쿠 / 편곡 : 고노 신
3. 恋愛レボリューション21(updated) 
작사, 작곡 : 층쿠 / 편곡 : 댄스☆맨
4. ザ☆ピ〜ス!(updated) 
작사, 작곡 : 층쿠 / 편곡 : 댄스☆맨
5. そうだ! We're ALIVE(updated)
작사, 작곡 : 층쿠 / 편곡 : 댄스☆맨
6. THE マンパワー!!!(updated)
작사, 작곡 : 층쿠 / 편곡 : 마쓰바라 겐
7. 歩いてる(updated)
작사, 작곡 : 층쿠 / 편곡 : 스즈키Daichi히데유키
8. 恋愛ハンター (updated) 
작사, 작곡 : 층쿠 / 편곡 : 히라타 쇼이치로
9. One・Two・Three(updated)
작사, 작곡 : 층쿠 / 편곡 : 오오쿠보 카오루
10. ワクテカ Take a chance(updated)
작사, 작곡 : 층쿠 / 편곡 : 오오쿠보 카오루
11. Help me!!(updated)
작사, 작곡 : 층쿠 / 편곡 : 오오쿠보 카오루
12. ブレインストーミング(updated)
작사, 작곡 : 층쿠 / 편곡 : 오오쿠보 카오루
13. 君さえ居れば何も要らない(updated)
작사, 작곡 : 층쿠 / 편곡 : 히라타 쇼이치로
14. わがまま 気のまま 愛のジョーク
작사, 작곡 : 층쿠 / 편곡 : 오오쿠보 카오루
15. ウルフボーイ
작사, 작곡 : 층쿠 / 편곡 : 미정

## 차트
- 주간최고순위 6위 (오리콘 차트)